# PRE-PRIDE
『PRE-PRIDE』（プレ-プライド）は、ドリームステージエンターテインメント (DSE) が手がけた、同社が主催する総合格闘技「PRIDE」でも通用するような若手格闘家を発掘するプロジェクトの名称。及びこのプロジェクトに合わせて、そのオーディション企画を中心に扱った、東海テレビで制作・放送された情報番組の題名。

## 内容
DSE森下直人社長により「未来のPRIDE戦士発掘」をコンセプトに企画・立案され、プロ格闘家を目指すアマチュアを対象とした定期的なオーディションを開催。合格者は、髙田道場・和術慧舟會・バトラーツジム、佐竹雅昭の怪獣王国といった格闘技ジムに預けられた後、番組が主催したトーナメント大会で、その時々の王座を争うというシステムになっていた。
テレビ番組は、東海3県のみのローカル番組として、2000年10月3日から2001年3月27日までの約半年間にわたり、毎週火曜日深夜の24時40分から25時10分の30分枠で放送された。基本的にはオーディションに合格した若者を密着取材してのドキュメントが主たる内容であったが、母体であるPRIDEに関する情報も紹介していた。
東海地方向けのローカル番組であったが、一部の例外を除いて、基本的に参加者は首都圏在住者がほとんどであり、企画の節目となる王者を決めるトーナメント大会も首都圏で開催されていた。
オーディションの模様は上述のテレビ番組内で随時放送され、その審査では運動能力のみならずパフォーマンスとキャラクター性も重要視された。そうした部分もあって、クローズアップされた参加者には番組側から「ラガーマン」「和製ボブチャンチン」「和製カレリン」などのニックネームが与えられ、またオーディションの審査員には、森下直人社長などPRIDE本体のスタッフだけでなく、秋元康やPRIDEの選手も参加していた。
テレビ番組としての『PRE-PRIDE』は半年で終了して、プロジェクト（オーディション企画）としてのPRE-PRIDEは、大会を2回開催した時点で、2001年より次番組『PRIDE王』に引き継がれることとなる。
オーディション企画としてのPRE-PRIDEは2003年3月23日に開催された第6回大会をもって終了し、以後はオーディションも行なわれなくなった。
PRE-PRIDEは優勝者のほとんどを和術慧舟會の選手が占めていたが、2003年に行った格闘技界を二分するPRIDEとK-1の対立において、慧舟會はK-1サイドの総合格闘技イベントHERO'Sの側にまわった。そのため、従来はTHE BESTやPRIDE武士道などPRIDE系イベントに出場していた慧舟會のPRE-PRIDE王者だったが、以後はPRIDE系のイベントには出場しなくなり、PRE-PRIDEは事実上、PRIDEへの登竜門ではなくなっていた。
それでも番組では、その後も2年以上にわたってPRE-PRIDE出身者をフォローする形で、DEMOLITIONやパンクラス等のPRIDEに直接繋がらない大会に出場するPRE-PRIDE優勝者の姿を追う企画を番組内で不定期に行っていた。2006年6月になって、フジテレビが重大な契約違反を理由にPRIDE関連の契約を打ち切ったいわゆる「フジテレビショック」を経て、東海テレビは『PRIDE王』を打ち切りにした。これをもって、PRE-PRIDEというプロジェクトは完全に過去のものになったが、第4代王者の岡見勇信がUFCのレギュラーになり、第5代王者の井上克也がパンクラス王者になるなど、このプロジェクトを通じて発掘された選手の中から次世代の格闘家が生まれていった。
後番組の『PRIDE王』における佐藤江梨子のようなレギュラーのナビゲーターは基本的に存在しなかったが、オーディションや試合の録画中継などのイベント等があった際はリサ・ステッグマイヤーが同じく東海テレビのみで放送されていた『PRIDE 〜炎のリング〜』というミニ番組での案内役から、継続しての起用されていた。

## 歴代優勝者
- PRE-PRIDE.1 - 江宗勲（和術慧舟會）
- PRE-PRIDE.2 - 光岡映二（和術慧舟會）
- PRE-PRIDE.3 - 杉山芳広（高田道場）
- PRE-PRIDE.4 - 岡見勇信（和術慧舟會）
- PRE-PRIDE.5 - 井上克也（和術慧舟會）
- PRE-PRIDE.6 - 外山慎平（和術慧舟會）

## 主なPRE-PRIDE参加者
- 磯野元 - PRE-PRIDE.2 準優勝。和術慧舟會所属。HERO'Sルールディレクター。
- 大場貴弘 - PRE-PRIDE.2（第3位）。番組内の愛称は「ケーキ職人」。元バトラーツ。
- 内藤征弥 - PRE-PRIDE.4（第3位）。番組内の愛称は「和製ミルコ」。
- 今野康博（ダーンス4） - PRE-PRIDE.4（第3位）。番組内の愛称は「キャブラー」。

## スタッフ
- 協力：ドリームステージエンターテインメント
- ナレーター：斎藤誠征
- 撮影：LOOP
- 編集：加藤篤
- MA：尾崎
- ディレクター：洲崎学
- AD：森野智弘
- プロデューサー：神原光博、若林輝彦
- 制作協力：エキスプレス
- 制作著作：東海テレビ